# Pelle Svanslös lekplats

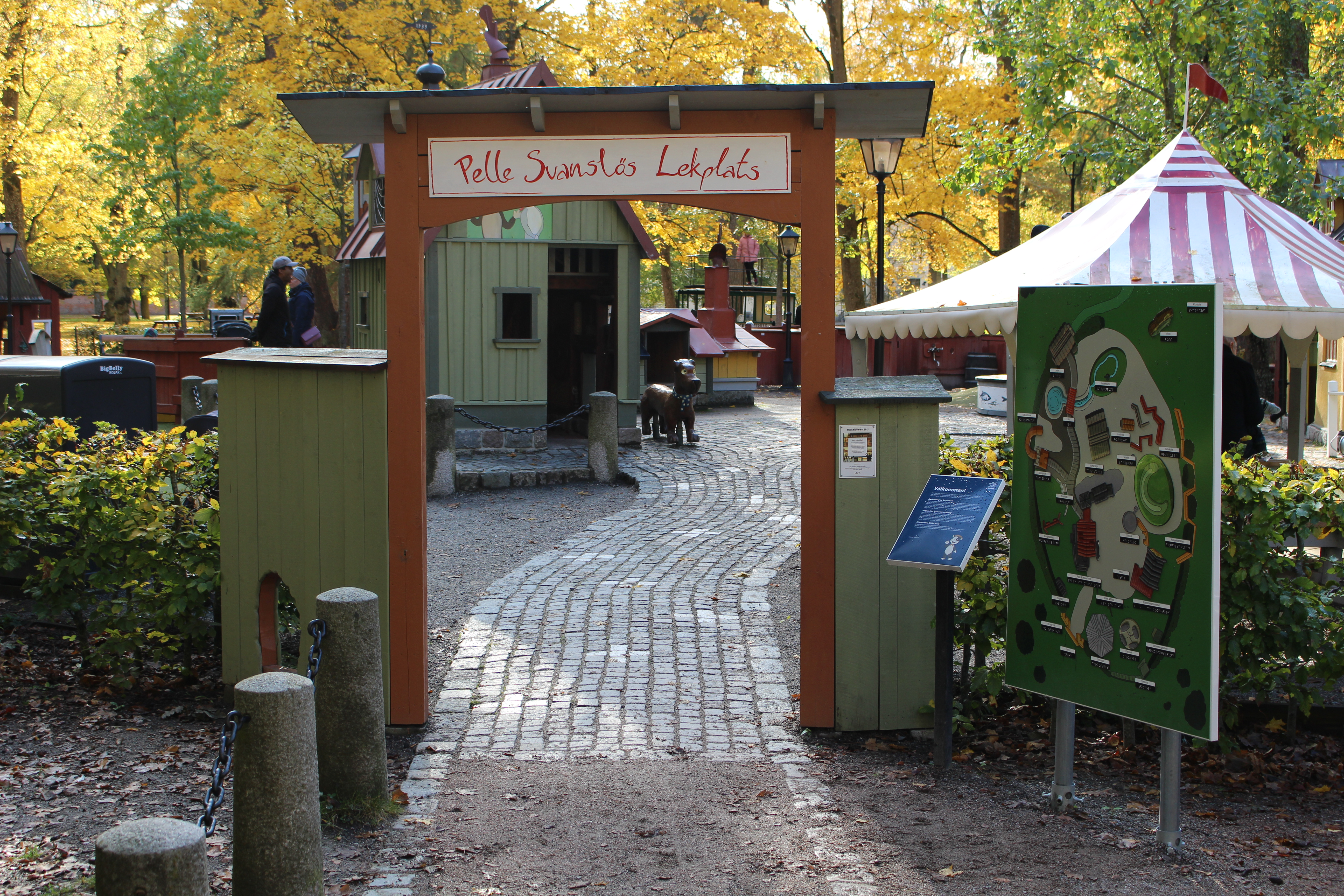
Entré till Pelle Svanslös lekplats.

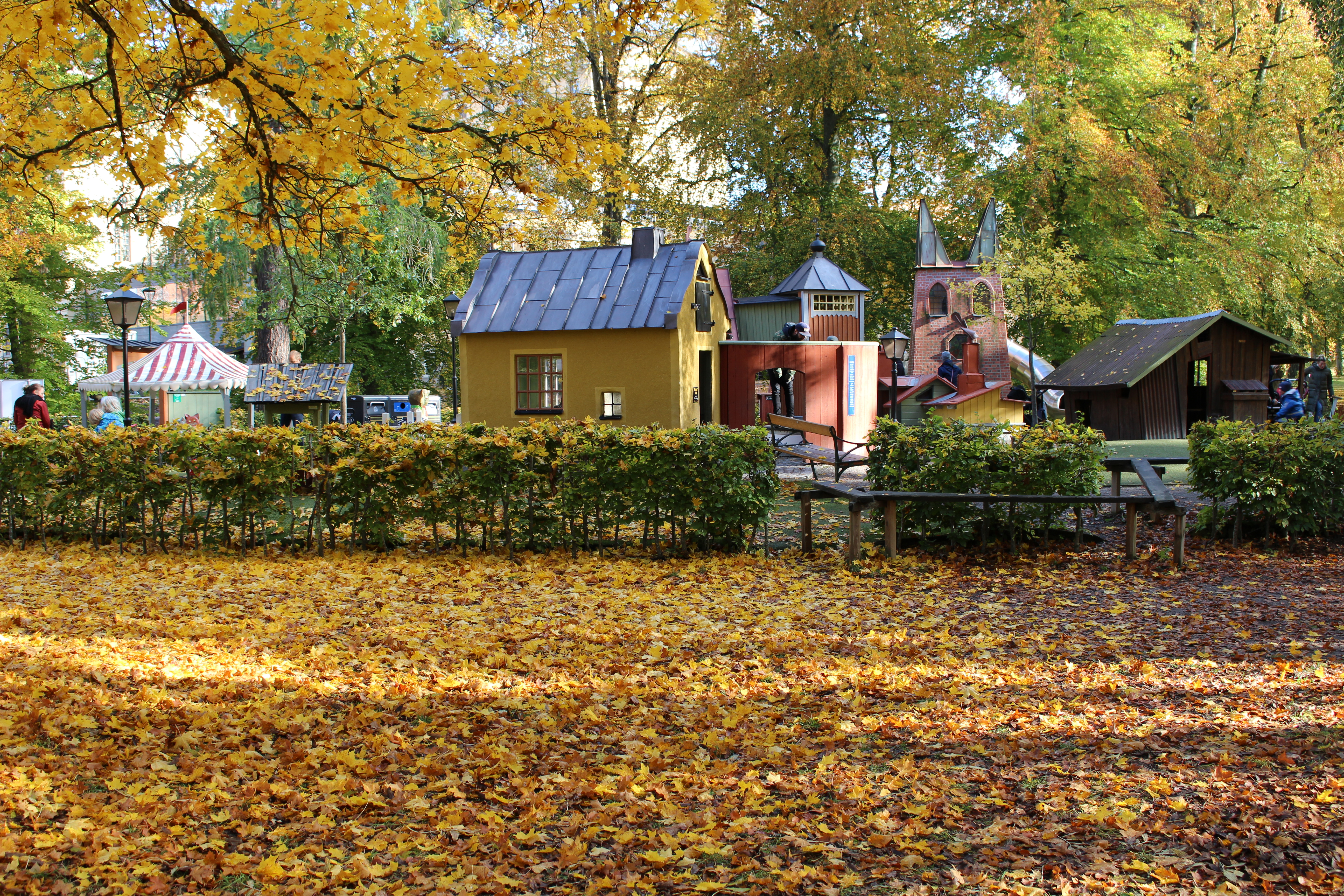
Pelle Svanslös lekplats från andra sidan.

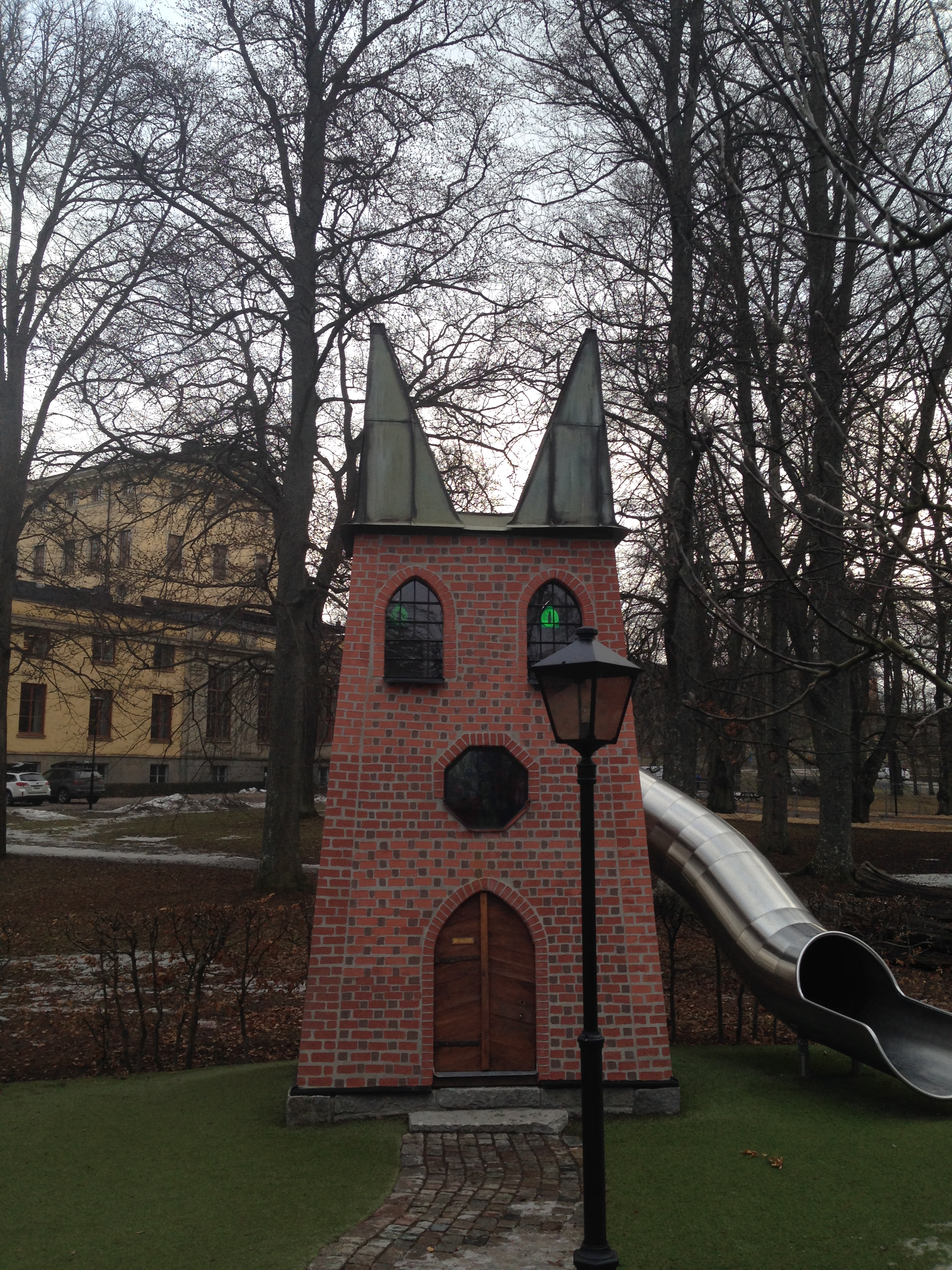
Uppsala domkyrka uppbyggd i Pelle Svanslös lekplats.

Pelle Svanslös lekplats är en lekplats belägen bakom Carolina Rediviva i Engelska parken i Uppsala.

## Historik
Lekplatsen anlades av Lekplatsbolaget och invigdes till Pelle Svanslös 75-årsjubileum sommaren 2014. Erna Knutsson var med vid invigningen och står även skulptur som Maja tillsammans med Pelle. Deras hus finns mitt emot Råttströms konditori, vid Gammel-Majas domkyrkotorn, invid Måns skjul, nära bussen till Skogstibble tillsammans med mycket mer ur Gösta Knutssons kattvärld.
Lekplatsen har blivit prisbelönt av både Uppsalatidningen[källa behövs] och Upsala Nya Tidning.